# Grafo regolare
Nella teoria dei grafi, un grafo regolare è un grafo in cui ogni vertice ha lo stesso numero di vicini, cioè ogni vertice ha lo stesso grado. Nel caso di grafi orientati, un grafo regolare deve soddisfare anche la proprietà che il grado in uscita e quello in entrata siano uguali. Un grafo regolare con vertici di grado k si chiama grafico k-regolare o grafo regolare di grado k.